# Байсё, Тиэко
Тиэко Байсё (яп. 倍賞 千恵子 Байсё: Тиэко, род. 29 июня 1941) — японская актриса, сэйю и певица. В Японии известна благодаря исполнению роли Сакуры в киносериале «Мужчине живётся трудно» (1969—1995). Также работает сэйю, озвучила таких персонажей, как Софи в «Ходячем замке» (2004) и Фуми Татибану в «Дитя погоды» (2019). При этом она озвучила и молодую, и старую Софи, а также исполнила закрывающую песню из фильма. Также её песня «Sayonara wa dance no ato ni» в другой аранжировке использовалась Марико Такахаси в аниме «Ещё вчера».